# Ана Кендрик
Ана Кук Кендрик (енгл. Anna Cooke Kendrick; Портланд, 9. август 1985) је америчка глумица. Најпознатија је по улогама Џесике Стенли у до сада четири филма серијала Сумрак — Сумрак (2008), Млади месец (2009), Помрчина (2010) и Праскозорје – први део (2011) — и Натали Кинер у филму У ваздуху (2009), за коју је била номинована за Оскара за најбољу споредну глумицу, Награду BAFTA за најбољу глумицу у споредној улози, Златни глобус за најбољу споредну глумицу у играном филму и Награду Удружења филмских глумаца за најбољу глумицу у споредној улози. 1998. била је номинована за Награду Тони за најбољу споредну глумицу у мјузиклу.

## Каријера
Кендрикова је каријеру почела још као дванаестогодишњакиња, и то у мјузиклу Високо друштво (High Society), позоришној верзији филма Високо друштво (1956) у коме су главне улоге тумачили Бинг Крозби, Грејс Кели и Френк Синатра. Кендрикова је за ову улогу освојила Светску позоришну награду за најбољег дебитанта, а била номинована за неколико престижних награда, укључујући и Награду Тони за најбољу споредну глумицу. Она је трећи најмлађи глумац икада који је номинован за Тонија. Пет година касније, 2003, глумила је у мјузиклу Мала ноћна музика. Обе представе игране су у позориштима на Бродвеју, у Њујорку. Исте године Кендрикова је глумила у телевизијском филму Градоначелник (The Mayor) и филму Камп (Camp), освојивши номинације за неколико признања. 2007. Кендрикова је играла Џини Рајерсон у филму Ракетна наука (Rocket Science), за чије је тумачење освојила похвале критичара, као и епизодну улогу Холи у серији Живео Лафлин (Viva Laughlin).
Светску популарност Ана Кендрик је стекла 2008. захваљујући улози Џесике Стенли у филму Сумрак (Twilight), адаптацији првог романа из серијала Сумрак. Наредне године, снимила је филмове Негде другде (Elsewhere); Искуство Марка Писа (The Mark Pease Experience), у коме је играла уз Бена Стилера; и Млади месец (New Moon), наставак Сумрака. Највећи успех код критике достигла је филмом У ваздуху (Up in the Air), на коме је радила са Џорџом Клунијем, и за који је била номинована за мноштво престижних награда, укључујући Оскара за најбољу споредну глумицу, Награду BAFTA за најбољу глумицу у споредној улози, Златни глобус за најбољу споредну глумицу у играном филму и Награду Удружења филмских глумаца за најбољу глумицу у споредној улози.

## Приватни живот
Ана Кендрик је рођена 9. августа 1985. у Портланду, Мејн, Сједињене Америчке Државе. Њена мајка Џенис је рачуновођа, а отац Вилијам, који је ирског порекла, професор историје. Њен старији брат Мајкл Кук је 2000. глумио у филму Тражећи ехо. Кендрикова је завршила основну и средњу школу у Портланду. Од 2010, у вези је са глумцем Едгаром Рајтом, кога је упознала на снимању филма Скот Пилгрим против света.

## Филмографија
| Назив                             | Година | Улога              | Награде |
| --------------------------------- | ------ | ------------------ | --- |
| Градоначелник                     | 2003.  | Сејди Винтерхалтер | |
| Камп                              | 2003.  | Фрици Вагнер       | Номинована—Награда Клотрудис за најбољу споредну глумицу Номинована—Награда Независног духа за најбољег дебитанта |
| Ракетна наука                     | 2007.  | Џини Рајерсон      | |
| Живео Лафлин                      | 2007.  | Холи               | |
| Сумрак                            | 2008.  | Џесика Стенли      | Номинована—Награда по избору народа за омиљену нову филмску глумицу |
| Негде другде                      | 2009.  | Сара               | |
| Страх од себе самог               | 2009.  | Шелби              | |
| Искуство Марка Писа               | 2009.  | Мег Брикман        | |
| У ваздуху                         | 2009.  | Натали Кинер       | Награда Удружења филмских критичара Остина за најбољу споредну глумицу Награда Удружења филмских критичара Северног Тексаса за најбољу споредну глумицу Награда Удружења филмских критичара Хјустона за најбољу споредну глумицу Награда Филмског фестивала у Палм Спрингсу за најбољу звезду у успону Награда часописа Гламур за жену године Филмска МТВ награда за најбољег дебитанта Номинована—Награда BAFTA за најбољу глумицу у споредној улози Номинована—Награда Емпајер за најбољег дебитанта (такође за Млади месец) Номинована—Златни глобус за најбољу споредну глумицу у играном филму Номинована—Награда ирског филма и телевизије за најбољу међународну глумицу Номинована—Оскар за најбољу споредну глумицу Номинована—Награда Сателит споредну глумицу Номинована—Награда Удружења интернет филмских критичара за најбољу споредну глумицу Номинована—Награда Удружења филмских глумаца за најбољу глумицу у споредној улози Номинована—Награда Удружења филмских критичара Ванкувера за најбољу споредну глумицу Номинована—Награда Удружења филмских критичара Вашингтона за најбољег дебитанта Номинована—Награда Удружења филмских критичара Вашингтона за најбољу поставу Номинована—Награда Удружења филмских критичара Вашингтона за најбољу споредну глумицу Номинована—Награда Удружења филмских критичара Даласа за најбољу споредну глумицу Номинована—Награда Удружења филмских критичара Денвера за најбољу поставу Номинована—Награда Удружења филмских критичара Денвера за најбољу споредну глумицу Номинована—Награда Удружења филмских критичара Детроита за најбољег дебитанта Номинована—Награда Удружења филмских критичара Детроита за најбољу споредну глумицу Номинована—Награда Удружења филмских критичара Југоистока за најбољу споредну глумицу Номинована—Награда Удружења филмских критичара Јуте за најбољу споредну глумицу Номинована—Награда Удружења филмских критичара Лос Анђелеса за најбољу споредну глумицу Номинована—Награда Удружења филмских критичара Њујорка за најбољу споредну глумицу Номинована—Награда Удружења филмских критичара Сент Луиса за најбољу споредну глумицу Номинована—Награда Удружења филмских критичара Чикага за најбољу споредну глумицу Номинована—Награда Удружења телевизијских филмских критичара за најбољу глумицу у споредној улози Номинована—Награда Удружења телевизијских филмских критичара за најбољу поставу |
| Сумрак сага: Млад месец           | 2009.  | Џесика Стенли      | Награда по избору тинејџера за најбоље обожаваоце (заједно са поставом Младог месеца) Номинована—Награда Емпајер за најбољег дебитанта (такође за У ваздуху) Номинована—Награда по избору тинејџера за крадљивицу сцене |
| Сумрак сага: Помрачење            | 2010.  | Џесика Стенли      | |
| Скот Пилгрим против света         | 2010.  | Стејси Пилгрим     | Номинована—Награда филмског друштва Детроита за најбољу поставу |
| 50/50                             | 2011.  | Кетрин             | |
| Сумрак сага: Праскозорје – 1. део | 2011.  | Џесика Стенли      | |
| Последњих пет година              | 2014.  | Кети Хајат         | |
| Рачуновођа                        | 2016.  | Дана Камингс       | |
| Слатка мала тајна                 | 2018.  | Стефани Смотерс    | |

## Улоге у позоришту
| Назив             | Година | Продукција              | Улога      | Награде |
| ----------------- | ------ | ----------------------- | ---------- | --- |
| Високо друштво    | 1998.  | Позориште Светог Џејмса | Дејна Лорд | Светска позоришна награда за најбољу споредну глумицу у мјузиклу Номинована—Награда Тони за најбољу споредну глумицу у мјузиклу Номинована—Награда Драмског одсека за најбољу споредну глумицу у мјузиклу |
| Мала ноћна музика | 2003.  | Њујоршка градска опера  | Фредерика  | |

## Награде и номинације
| Награда                                              | Година | Категорија                               | Улога                     | Резултат   |
| ---------------------------------------------------- | ------ | ---------------------------------------- | ------------------------- | ---------- |
| Награда Америчке филмске академије                   | 2009.  | Најбоља споредна глумица                 | У ваздуху                 | Номинована |
| Награда Британске филмске академије                  | 2009.  | Најбоља глумица у споредној улози        | У ваздуху                 | Номинована |
| Награда Драмског одсека                              | 1998.  | Најбоља споредна глумица у мјузиклу      | Високо друштво            | Номинована |
| Награда Емпајер                                      | 2009.  | Најбољи дебитант                         | У ваздуху и Млади месец   | Номинована |
| Награда Златни глобус                                | 2009.  | Најбоља споредна глумица у играном филму | У ваздуху                 | Номинована |
| Награда Клотрудис                                    | 2003.  | Најбоља споредна глумица                 | Камп                      | Номинована |
| Награда Независног духа                              | 2003.  | Најбољи дебитант                         | Камп                      | Номинована |
| Награда по избору народа                             | 2008.  | Омиљена нова филмска глумица             | Сумрак                    | Номинована |
| Награда по избору тинејџера                          | 2009.  | Најбољи обожаваоци                       | Млади месец               | Добитница  |
| Награда по избору тинејџера                          | 2009.  | Најбоља крадљивица сцене                 | Млади месец               | Номинована |
| Награда Тони                                         | 1998.  | Најбоља споредна глумица у мјузиклу      | Високо друштво            | Номинована |
| Награда Удружења интернет филмских критичара         | 2009.  | Најбоља споредна глумица                 | У ваздуху                 | Номинована |
| Награда Удружења филмских глумаца                    | 2009.  | Најбоља глумица у споредној улози        | У ваздуху                 | Номинована |
| Награда Удружења филмских критичара Ванкувера        | 2009.  | Најбоља споредна глумица                 | У ваздуху                 | Номинована |
| Награда Удружења филмских критичара Вашингтона       | 2009.  | Најбоља постава                          | У ваздуху                 | Номинована |
| Награда Удружења филмских критичара Вашингтона       | 2009.  | Најбоља споредна глумица                 | У ваздуху                 | Номинована |
| Награда Удружења филмских критичара Даласа           | 2009.  | Најбоља споредна глумица                 | У ваздуху                 | Номинована |
| Награда Удружења филмских критичара Денвера          | 2009.  | Најбоља постава                          | У ваздуху                 | Номинована |
| Награда Удружења филмских критичара Денвера          | 2009.  | Најбоља споредна глумица                 | У ваздуху                 | Номинована |
| Награда Удружења филмских критичара Детроита         | 2009.  | Најбоља споредна глумица                 | У ваздуху                 | Номинована |
| Награда Удружења филмских критичара Детроита         | 2010.  | Најбоља постава                          | Скот Пилгрим против света | Номинована |
| Награда Удружења филмских критичара Југоистока       | 2009.  | Најбоља споредна глумица                 | У ваздуху                 | Номинована |
| Награда Удружења филмских критичара Јуте             | 2009.  | Најбоља споредна глумица                 | У ваздуху                 | Номинована |
| Награда Удружења филмских критичара Лос Анђелеса     | 2009.  | Најбоља споредна глумица                 | У ваздуху                 | Номинована |
| Награда Удружења филмских критичара Њујорка          | 2009.  | Најбоља споредна глумица                 | У ваздуху                 | Номинована |
| Награда Удружења филмских критичара Остина           | 2009.  | Најбоља споредна глумица                 | У ваздуху                 | Добитница  |
| Награда Удружења филмских критичара Северног Тексаса | 2009.  | Најбоља споредна глумица                 | У ваздуху                 | Добитница  |
| Награда Удружења филмских критичара Сент Луиса       | 2009.  | Најбоља споредна глумица                 | У ваздуху                 | Номинована |
| Награда Удружења филмских критичара Хјустона         | 2009.  | Најбоља споредна глумица                 | У ваздуху                 | Добитница  |
| Награда Удружења филмских критичара Чикага           | 2009.  | Најбоља споредна глумица                 | У ваздуху                 | Номинована |
| Награда Удружења телевизијских филмских критичара    | 2009.  | Најбоља глумица у споредној улози        | У ваздуху                 | Номинована |
| Награда Удружења телевизијских филмских критичара    | 2009.  | Најбоља постава                          | У ваздуху                 | Номинована |
| Награда Филмског фестивала у Палм Спрингсу           | 2009.  | Најбоља звезда у успону                  | У ваздуху                 | Добитница  |
| Награда часописа Гламур                              | 2009.  | Жена године                              | У ваздуху                 | Добитница  |
| Светска позоришна награда                            | 1998.  | Најбоља споредна глумица у мјузиклу      | Високо друштво            | Добитница  |
| Филмска МТВ награда                                  | 2009.  | Најбољи дебитант                         | У ваздуху                 | Добитница  |